# 462. padalski poljsko-artilerijski bataljon (ZDA)
462. padalski poljsko-artilerijski bataljon je bila padalska enota Kopenske vojske Združenih držav Amerike.

## Zgodovina
Bataljon je bil ustanovljen 16. junija 1943. Julija 1944 so bataljon dodelili 503. polkovni bojni skupini. 